# Земляков, Александр Николаевич
Александр Николаевич Земляков (17 апреля 1950, Бологое — около 1 января 2005, Черноголовка) — советский и российский математик-педагог, автор учебно-педагогической литературы.
Окончил в 1967 году с золотой медалью физико-математическую школу-интернат № 18 при МГУ.
С 1967 по 1972 год учился на механико-математическом факультете МГУ, научный руководитель — Яков Синай. С первого курса начал работать в ФМШ № 18, где проработал до 1984 года. В середине 1970-х годов начал работать в Школе № 82 в Черноголовке.
С конца 1990-х годов почти прекратил практическую преподавательскую деятельность, сосредоточившись на создании методических пособий для учителей.
Автор большого количества книг и статей по математике.

## Избранные публикации
- А. Н. Земляков, Математика бильярда. // Журнал «Квант», 5(1976).
- А. Н. Земляков, Осторожно — максимум! // Журнал «Квант», 10(1976).
- А. Н. Земляков, Б. М. Ивлев, Периодические функции. // Журнал «Квант», 12 (1976).
- А. Н. Земляков, Б. М. Ивлев, 17 задач по анализу. // Журнал «Квант», 1(1977).
- А. Н. Земляков, Как выглядит парабола? // Журнал «Квант», 3(1978).
- А. Н. Земляков, Множества значений числовых функций. // Журнал «Квант», 2(1978). Опубликовано под псевдонимом А. Зазело.
- А. Н. Земляков, О некоторых межпредметных связях существенных для нового курса математики. — В книге. «Заочное обучение математике школьников VШ-X кл. (Сборник .научных трудов)». — М.: НИИ СиМО, АПН СССР, 1978.
- А. Н. Земляков, Бильярды и поверхности. // Журнал «Квант», 9(1979).
- А. Н. Земляков, Дифференциальные уравнения как математические модели физических процессов. // Журнал «Математика в школе», 1(1979).
- А. Н. Земляков, Программы факультативных курсов на 1980—1985 гг.: Математика. // Журнал «Математика в школе», 4(1980).
- А. Н. Земляков, Специальные курсы: Математика в приложениях: IX—X кл. — В кн.: Программы факультативных курсов для восьмилетних и средних школ: Математика, физика и др. — М.: Просвещение, 1981.
- А. Н. Земляков, Наглядность при введении основных понятий математического анализа. В кн.: «Вопросы преподавания алгебры и начал анализа в средней школе: Сб.статей» (Б-ка учителя математики). — М.: Просвещение, 1981.
- А. Н. Земляков, Т. А. Сарычева, XIV Всесоюзная олимпиада школьников. // Журнал «Математика в школе», 1(1981).
- А. Н. Земляков, XVI Всесоюзная олимпиада школьников: Олимпиада по математике. // Журнал «Квант», 11(1982).
- А. Н. Земляков, Статьи: Конус, Куб, Многогранник, Многоугольники, Окружность и круг, Призма, Развертка, Сфера и шар, Тетраэдр, Треугольник, Угол, Цилиндр. В книге «Энциклопедический словарь юного математика». — М.: Педагогика, 1985.
- А. Н. Земляков, Введение в стереометрию или «аксиоматические игры». // Журнал «Квант», 9(1985).
- Г. А. Гальперин, А. Н. Земляков, Математические бильярды. — М.: Наука, 1990.
- А. Н. Земляков, Геометрия в 10 классе (Методические рекомендации к преподаванию курса геометрии по учебному пособию А. В. Погорелова): Пособие для учителя. — М.: Просвещение, 1986. 2-е изд., дораб. ,1991.
- А. Н. Земляков, О. Ф. Кабардин, Тестирование знаний и умений учащихся. // Журнал «Сов.педагогика», 12(1991).
- А. Н. Земляков, Тезисы по алгебре. // Журнал «Математическое образование», 4 и 5(2000).
- А. Н. Земляков, Тезисы по геометрии: Геометрия под микроскопом (предисловие). Аксиоматический подход к геометрии (тезисы). // Журнал «Математическое образование», № 3(18), 2001.
- А. Н. Земляков, Методическое пособие по алгебре. // Журнал «Математическое образование», 1(20), 2002.
- А. Н. Земляков, Элективный курс «Математический анализ реальности». Дифференциальные уравнения как математические модели реальных процессов. Методический и методологический комментарий. Разделы 1 и 2. // Журнал «Математическое образование», 2(29), 2004.
- А. Н. Земляков, Геометрия в 10 классе: Метод. рекомендации к учебнику А. В. Погорелова. — М.: Просвещение, 2003.
- А. Н. Земляков, Алгебра +: Рациональные и иррациональные алгебраические задачи. Учебное пособие. — М.: Бином, 2006.
- А. Н. Земляков, Геометрия в 11 классе: Метод. рекомендации к учеб. А. В. Погорелова: Пособие для учителя. (3-е изд., дораб.). — М.: Просвещение, в печати.